# Вибач нас, перше кохання
«Вибач нас, перше кохання» — радянський художній фільм 1984 року, знятий режисером Михайлом Якженом на кіностудії «Білорусьфільм».

## Сюжет
Відслуживши належний термін у десантних військах, Костянтин повертається додому, де, як він упевнений, на нього чекають друзі та кохана дівчина. Але потрапивши в перший же день свого приїзду на пікнік, герой знайомиться з тридцятип'ятирічним Аліком — нареченим Олени, яка обіцяла Кості чекати його повернення.

## У ролях
- Олександр Лабуш — Костя
- Віра Глаголєва — Олена
- Родіон Нахапетов — Алік, архітектор-реставратор
- Оля Петрова — Марійка, молодша сестра Олени
- В'ячеслав Баранов — Андросик, кіномеханік, однокласник Кості
- Лариса Чаплигіна — Ніка, подруга Андросика
- Олена Яновська — Віка, подруга Андросика
- Марія Захаревич — мати Кості

## Знімальна група
- Режисер — Михайло Якжен
- Сценарист — Олександр Александров
- Оператор — Сергій Зубіков
- Композитор — Володимир Кондрусевич
- Художник — Володимир Гавриков